# Internetsko bankarstvo
Internetsko bankarstvo (eng. Online banking) je financijski servis banke koji omogućava korisniku osobno i izravno obavljanje i pregled financijskih transakcija i stanja,  a pritom koristi Internet kao kanal distribucije po kojem se vrši bankarska aktivnosti.

## Načini autorizacije
Prije korištenja bilo kakve usluge internetskog bankarstva ili obavljanja transakcije, potrebno je autorizirati se. Postoji nekoliko načina autorizacije. Za privatne korisnike su to najčešće tokeni ili TAN-ovi, dok pravne osobe u pravilu koriste smart-kartice. Ovisno o banci i tehnološkoj pozadini, nudi se jedna od spomenutih načina autorizacije. Ponekad banke nude i izbor između dvije različite metode. 

### Token
Token je uređaj nalik džepnom kalkulatoru. Jedan se takav uređaj ustupa klijentu na privremeno korištenje prilikom registracije za uslugu Internet bankarstva. Prilikom odjave usluge klijent je dužan vratiti uređaj u podružnici u kojoj ga je zaprimio.
Numeričke tipke na tokenu omogućavaju korisniku unos PIN-a (Personal Identification Number) koji je nužan za uspješnu autorizaciju kod samog tokena. PIN je broj od četiri do osam znamenaka kojeg korisniku ustupa banka. Nakon prve autorizacije korisnik ima mogućnost promijeniti PIN za otključavanje uređaja. Nakon autorizacije token generira niz brojeva koji se zajedno sa serijskim brojem tokena mora unijeti u aplikaciju. Serijski broj svakog tokena je jedinstven i sačinjava dio kriptografskog ključa koji omogućuje generiranje dinamičkog koda za pristup mreži. 
Pri autorizaciji i validaciji podataka poslužitelj generira numeričku vrijednost sačinjenu od šest znamenaka. Te se znamenke dobiju iz datuma, vremena izvođenja transakcije i same novčane vrijednosti transakcije. Da bi se uspješno provela transakcija, klijent mora utipkati dobiveni broj u token koji nakon toga generira novi broj koji se također sastoji od šest znamenaka i valjan je samo za izvođenje trenutne transakcije. Broj kojeg token generira za jednokratnu je uporabu, odnosno ne postoji mogućnost ponavljanja generiranog niza. Klijent ima na raspolaganju određeni vremenski period u kojem mora unijeti generirani niz. Taj period traje od 30 do 60 sekundi nakon čega se token automatski isključuje.
Ovakav model autorizacije koji se sastoji od dva faktora (serijskog broja tokena i niza brojeva koje token generira) omogućava računalu u banci da jednoznačno identificira klijenta te mu omogući pristup svim njegovim računima. Dakle, sigurnosni mehanizam ugrađen u token je usklađen s poslužiteljem koji provjerava parametre autorizacije. Ako klijent unese neispravan PIN nekoliko puta za redom, na primjer tri puta, token se automatski zaključa. Administrator je jedina autorizirana osoba za otključavanje uređaja. Ako se pak unese neispravan kod za autorizaciju korisnika, web aplikacija se terminira. Svaki se takav pokušaj zabilježi kod poslužitelja. Administrator pregledava zabilješke i na taj način može uočiti sumnjive radnje pri autorizaciji.1

### TAN
Autorizacija putem TAN-ova obično podrazumijeva list papira s pedesetak ili stotinjak nizova znamenaka koje klijent zaprima od banke. Kada klijent iskoristi sve nizove s liste, banka mu poštom šalje novu listu. Pojedine banke, pak, izdaju karticu s određenim brojem TAN-ova koje tada korisnik kružno koristi pri čemu nema potrebe za zaprimanjem novih TAN-ova. TAN-ovi izgledaju poput telefonskih brojeva pa je time smanjena opasnost zloupotrebe u slučaju krađe ili provale. Velika prednost ove metode autorizacije jest to što ne zahtjeva nošenje uređaja za obavljanje bankarskih transakcija. Korisnik može sa sobom uvijek imati nekoliko TAN-ova u slučaju potrebe za obavljanjem neke transakcije. S druge strane veliki nedostatak TAN-ova čini teška administracija. Naime, banka mora čuvati u svojoj bazi popis TAN-ova za svakog klijenta, kako potrošenih, tako i tek dodijeljenih.

### Smart-kartice
Smart-kartica je kartica u kojoj se nalazi ili mikroprocesor i memorijski čip ili samo memorijski čip s neprogramabilnom logikom. Na kartici koja sadrži mikroprocesor postoji mogućnost upisivanja podataka, brisanja ili neke druge vrste manipulacije podacima. Kartica koja ima samo memorijski čip može izvoditi samo predefinirane funkcije. Smart-kartice, za razliku od kartica s magnetskom trakom, sadrže sve potrebne funkcije i informacije potrebne za autorizaciju, zbog čega u trenutku transakcije nije potreban pristup udaljenim bazama podataka.
Kako biste se mogle koristiti, potreban je čitač smart-kartica koji mora biti instaliran na računalu. Čitač, kao i softver potreban za instalaciju čitača na računalo, korisnik mora kupiti od banke pri registraciji za uslugu. 
Kartica se temelji na PKI (Public Key Infrastructure) tehnologiji koja se zasniva na asimetričnoj kriptografiji, odnosno na paru javnih i tajnih ključeva za šifriranje podataka. Svaki korisnik ima svoj tajni ključ i svoj javni ključ. Samo je javni ključ korisnika dan drugima na uvid. Korisnik podatke koje želi nekome poslati šifrira svojim tajnim ključem. Kada bi se takvi podaci poslali, pročitati bi ih mogao svatko tko posjeduje javni ključ pošiljatelja. Iz tog razloga pošiljatelj šifrira podatke još jedanput, ovaj put javnim ključem primatelja podataka. Na taj su način podaci dostupni samo primatelju. Naime, primatelj ih mora dešifrirati najprije pošiljateljevim javnim ključem, a zatim i svojim tajnim ključem. Svi su ti ključevi u digitalnom obliku pohranjeni na smart-kartici. 
Najčešće primjene smart-kartica su:
- kreditne kartice
- elektroničke kartice
- za Internet bankarstvo
- kod kodiranih satelitskih programa
- kao identifikacije u vladinim institucijama
- kod bežične komunikacije
- kod računalnih sigurnosnih sustava
- kod mobilnih uređaja na karticu

## Sigurnost
Za Internet bankarstvo posebno je važan visoki stupanj zaštite podataka jer se mrežom prenose sadržaji za koje pošiljatelj i primatelj ne bi htjeli da budu viđeni od strane drugih. To su poslovni podaci kao npr. brojevi kreditnih kartica, nalozi za transfere i slično.
Povjerljivi se sadržaji općenito nastoje zaštititi od neautoriziranih osoba na način da se šifriraju. Pošiljatelj šifrira sadržaj poruke prije njena slanja, a primatelj je dešifrira po primitku. Treće osobe na mreži mogu vidjeti samo šifrirane podatke. 
Osim zaštite tajnosti sadržaja, sustavi za šifriranje poruka upotrebljavaju se i radi utvrđivanja identiteta sugovornika te radi sprječavanja neovlaštene izmjene sadržaja. U procesu komunikacije važno je biti siguran da je udaljeni primatelj/pošiljatelj stvarno onaj za kojeg se predstavlja, a ne netko tko je presreo poruku te je može izmijeniti ili može pročitati brojeve kreditnih kartica koje kasnije može zloupotrijebiti. U ovu se svrhu upotrebljava elektronički potpis. 
Elektronički potpis je skup podataka u elektroničkom obliku. Ti su podaci pridruženi ili logički povezani i služe za identifikaciju potpisnika i vjerodostojnosti potpisanoga elektroničkog dokumenta.
Šifriranje i dešifriranje poruka izvodi se prema posebnim algoritmima (koji mogu biti softverski i hardverski) te uz primjenu ključeva za šifriranje i dešifriranje. Postoje razne vrste algoritma koji su razvijeni u tu svrhu, a ključevi mogu biti tajni i javni.

## Vrste usluga u Internet bankarstvu
Banke danas nude širok spektar usluga koje se mogu obaviti putem Interneta. Izvršavanje tih usluga putem Interneta nije ništa manje kvalitetno ili nesigurnije od njihova obavljanja u banci. Štoviše, ovakve usluge korisnicima omogućuju uštedu vremena te komoditet izvršavanja različitih usluga iz vlastitog doma. Usluge Internet bankarstva dijele se na one namijenjene građanima i one namijenjene pravnim osobama.

### Ponuda za građane
Vlasnicima računa i njihovim opunomoćenicima omogućen je pristup i korištenje svim računima koje imaju u banci. Mnoge banke omogućuju i praćenje troškova korisnicima, te kontrolu ulaganja u investicijske fondove. Korisnici putem Interneta mogu i komunicirati s bankom, slati reklamacije i upite, mijenjati osobne podatke i slično. Ako želi, korisnik može primati izvatke i druge obavijesti isključivo preko Interneta, te može ugovoriti trajne naloge za plaćanja različitih obveza. 
U standardnoj su ponudi za građane:
- pregled stanja na računu
- provjera iznosa dopuštenog prekoračenja i vremenskog roka do kojeg vrijedi
- ispis potvrda o transakcijama
- prebacivanje novca s jednog računa na drugi
- uvid u kamate po računima
- plaćanje računa u kunama
- kupnja i prodaja deviza
- plaćanje računa od kreditnih kartica
- provjera kartičnih limita
- provjera broja neiskorištenih čekova i narudžba novih čekova
- pregled i uplata stambene štednje
- pregled tečajnih lista banke

### Ponuda za pravne osobe
U domaćem platnom prometu za pravne osobe moguća su plaćanja unutar banke, redovita plaćanja u nacionalnom klirinškom sustavu, ekspresna plaćanja te zadavanje plaćanja unaprijed. U deviznom poslovanju usluga obuhvaća prijenos u inozemstvo, raspored deviznog prilijeva, isplatu akontacija za službeni put u inozemstvo, uvid u stanje računa, te kupoprodaju deviza.
Kunski platni promet za pravne osobe obuhvaća:
- stanja i prometi
- izvadak: prikaz (printanje i lokalno spremanje) i datoteka (file download)
- nalozi za plaćanje
- pojedinačni nalozi
- nalozi za obračunska plaćanja
- isplata plaća zaposlenicima
- samostalno definiranje ovlaštenja (osoba koju je klijent definirao kao aministratora definira ovlaštenja ostalih korisnika)

Devizni platni promet za pravne osobe obuhvaća:
- stanja i prometi (prikaz i printanje)
- izvadak: prikaz (printanje i lokalno spremanje) i datoteka (file download)
- nalozi za plaćanje
- pojedinačni nalozi
- obavijesti o priljevu
- nalog za raspored
- trajni nalog za raspored
- samostalno definiranje ovlaštenja (osoba koju je klijent definirao kao aministratora definira ovlaštenja ostalih korisnika)